# Xian de Dongming
Le xian de Dongming (东明县 ; pinyin : Dōngmíng Xiàn) est un district administratif de la province du Shandong en Chine. Il est placé sous la juridiction de la ville-préfecture de Heze.

## Démographie
La population du district était de 677 563 habitants en 1999.